# Chambre claire

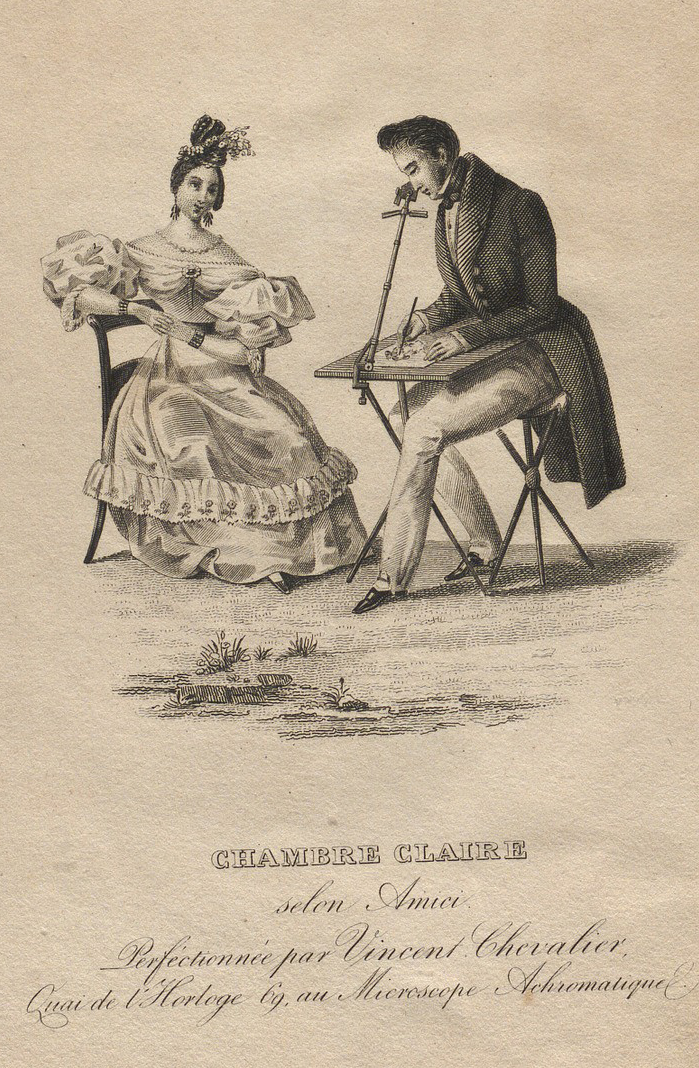
Utilisation d'une chambre claire (1834)

Une chambre claire (en latin camera lucida) est un dispositif optique utilisé comme aide au dessin par les artistes et breveté en 1806 par William Hyde Wollaston.
La chambre claire effectue une superposition optique du sujet à dessiner et de la surface où doit être reporté le dessin. L'artiste utilise cette superposition pour placer des points clés du sujet à reproduire, ou même ses grandes lignes. La perspective est reproduite de façon parfaite, sans construction. Le prisme incluant une surface à 45°, l’image est inversée comme avec un miroir.
Dans le cas de l'utilisation de papier blanc pour le dessin, le travail est rendu difficile parce que sa luminosité gêne le dessinateur. Il est préférable dans ce cas de travailler avec du papier noir, ou de couleur foncée, et un crayon blanc.

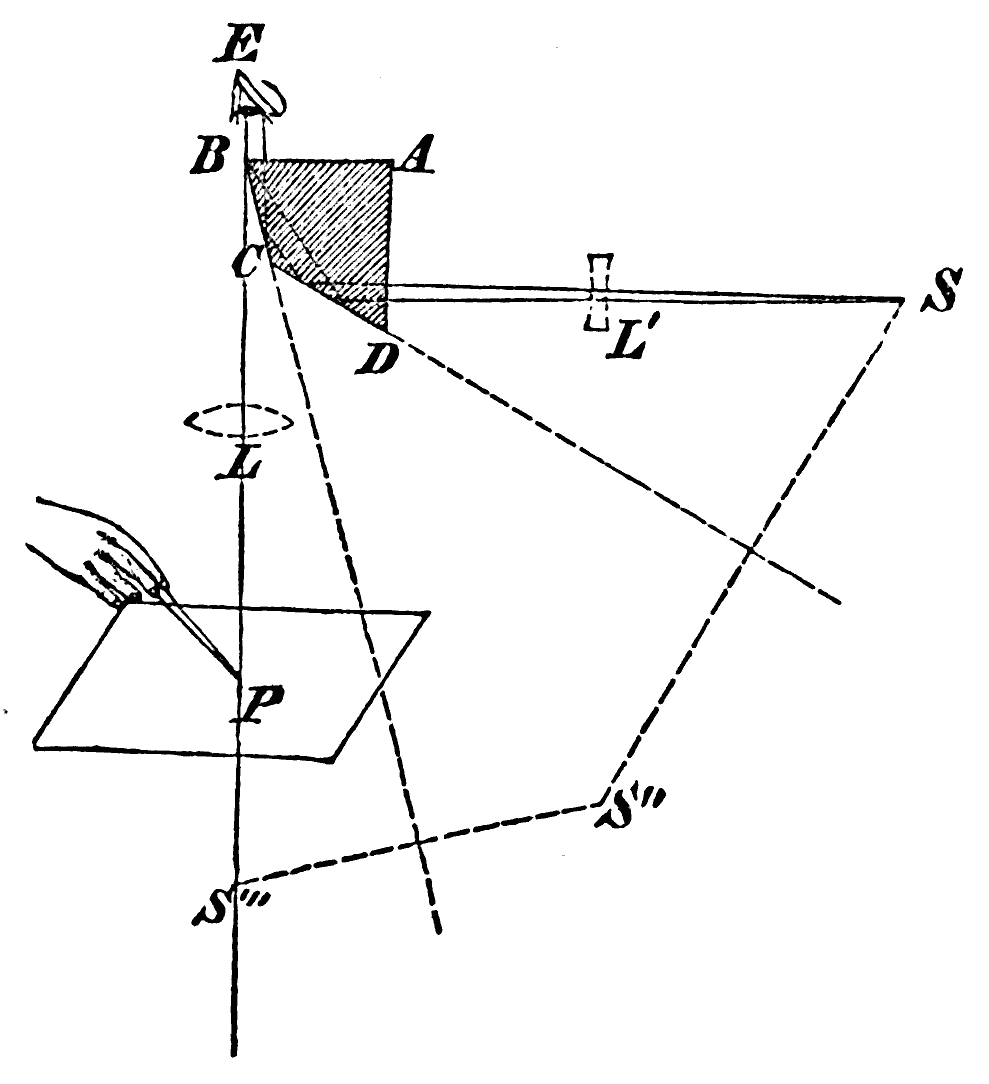
Schéma de fonctionnement de la chambre claire de Wollaston

La chambre claire de Wollaston, comme le montre le diagramme de gauche, utilise un prisme. avec deux surfaces inclinées qui provoquent une double réflexion, qui redresse l’image et évite de la voir en miroir. En revanche, il est impossible de voir au travers du prisme, il faut donc que l’œil se tienne dans l’axe de la face arrière verticale du prisme, de manière à voir à la fois le papier et l’image dans le prisme. On dispose l'appareil de façon que l'œil E regarde dans le prisme ABCD, percevant à la fois le sujet à dessiner reflété dans le prisme, et le support du dessin. Il suffit donc de suivre avec le crayon les contours du sujet, ou de marquer les points importants. Cependant, les distances différentes entre l’œil et le sujet d’une part, l’œil et le papier d’autre part, obligent l’œil à accommoder en permanence, ce qui est assez fatigant. Pour y remédier, les lentilles L et L' égalisent les distances optiques du sujet S et de la surface P de dessin.
Elle fut très utilisée par Théodore Monod pour optimiser ses relevés de terrains.
En 2001, le peintre David Hockney engendra une violente controverse avec son ouvrage Savoirs Secrets ; Techniques perdues des Anciens Maitres dans lequel il suggère qu'une importante partie des grands peintres du passé, comme Ingres, Van Eyck et Le Caravage, ne faisaient pas leur dessin directement d’après nature mais en utilisant des dispositifs optiques comme les chambres claires, chambres noires ou des projections d'images par miroirs concaves. 
Les travaux d'Hockney ont été critiqués par Ross Woodrow, de l'Université de Newcastle en Australie.
Quoi qu'il en soit, il ne faut pas perdre de vue que, comme le dit Hockney, c'est toujours la main de l'artiste qui dessine. L’usage par les artistes d’outils de toutes sortes, y compris de dispositifs optiques, est attesté depuis longtemps, et il est vain de supposer que l’utilisation d’un tel outil, utile pour mettre en place les grandes lignes d’un dessin, dispense l’artiste de toute habileté technique, du sens de la composition, des valeurs, des volumes, de la faculté d’interprétation et de la sensibilité.
Dans les années 1950 à 1980, graphistes et illustrateurs ont utilisé une « chambre claire », ou « banc de reproduction », qui relevait plutôt du principe de la camera obscura. Un bâti portait une lentille réglable en hauteur, à la base un plateau recevait l’image ou éventuellement l’objet à dessiner, avec un dispositif d’éclairage concentré. L’image se formait sur une vitre protégée par un rideau occultant la lumière extérieure. On posait une feuille de calque ou de papier layout (papier blanc mais translucide) et on pouvait suivre les contours de l’image pour la reproduire. Les derniers appareils de ce type étaient munis de réglages précis d’agrandissement et même de durée d’exposition afin de faire des reproductions photographiques (« bromures ») selon divers procédés.